# Lee Soo-young
Lee Soo-young (kor. 이수영, ur. 12 kwietnia 1979 w Seulu, Korea Południowa) – koreańska piosenkarka, gwiazda K-pop. W Korei zadebiutowała w 1999 r. utworem I Believe. 21 stycznia 2006 wydała swój siódmy album – Grace.

## Dyskografia
- 1 I Believe (1999/11/17)
- 2 Never Again (2001/02/10)
- Concert Album—Thank You (그녀에게 감사해요), Lee Soo Young Live (2001/09/18)
- 3 Made in Winter (2001/12/13)
- 4 My Stay in Sendai (2002/9/11)
- 4,5 Album specjalny (2003/01/24)
- 5 this time (2003/08/21)
- 5,5 Classic (2004/01/12)
- 6 The Colors of My Life (2004/09/10)
- 6,5 As Time Goes By (2005/01/10)
- Album specjalny—2005 Special Album An Autumn Day (2005/10/20)
- 7 Grace (2006/01/21)